# Kvarntjärnarna, Ångermanland
Kvarntjärnarna är en sjö i Sollefteå kommun i Ångermanland och ingår i Ångermanälvens huvudavrinningsområde.